# Распоред часова
Распоред часова у настави представља документ у коме се у облику табеле одређује поредак, односно, измена наставних предмета и осталих активности у школи у току дана и седмице. У дидактици се истиче да је његова израда изузетно значајан организациони задатак од чијег решавања у великој мери зависе резултати који се постижу у образовно-васпитном раду.

## Историјат
Распоред часова је у наставу увео Јан Амос Коменски у 17. веку кроз разредно-предметно-часовни систем као облик организације наставе у школама. Овом револуционарном променом у дотадашњем образовном систему утемељена је промена којом је омогућена рационалнија организација васпитно-образовног процеса, као и демократизација образовања и стварање услова за масовније образовање.

### Укидање распореда часова
Историја педагогије бележи различите ставове у вези са распоредом часова. Поред оних који су се залагали за апсолутно поштовање распореда часова, постојали су покушаји да се оспори његова потреба и залагање да се рад у школи организује без утврђеног распореда часова.
За укидање фиксираног распореда часова су се залагали представници разних смерова нове школе (скупне наставе, глобалне наставе, комплексне наставе).  Представници реформних покрета почетком 20. века залажући се за укидање предметног система, залагали су се и за укидање традиционалног распореда часова. Један од представника активне школе, А. Феријер је такође био противник распореда часова у традиционалном смислу.

## Изглед и планирање
Распоред часова се представља табеларно, на начин који подразумева расподелу наставних предмета у радној недељи, у току сваког дана, према броју часова. Планирање распореда часова је врло сложен посао који подразумева апсолутно поштовање педагошких и принципа осталих наука које су уско повезане са педагогијом. 